# Batalla de Camlann

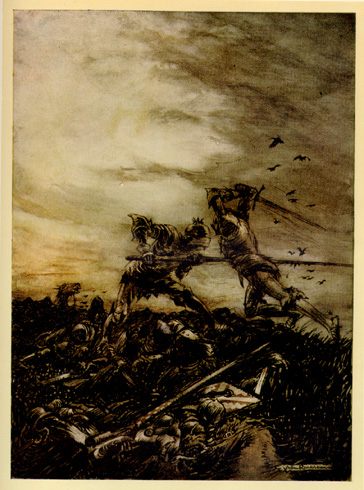
"Cómo Mordred fue muerto por Arturo, y cómo aquél consiguió herir fatalmente a Arturo", por Arthur Rackham.

En la leyenda artúrica, la batalla de Camlann fue la batalla final del rey Arturo contra Sir Mordred, donde el monarca fue herido mortalmente. De acuerdo a las diferentes versiones de la mitología artúrica, la batalla tuvo lugar en Somerset o en Salisbury, Inglaterra. Algunas fuentes dicen que la batalla fue ocasionada por un soldado que, contrariando las órdenes de su general, desenvainó su espada para matar una serpiente. A esta señal, los ejércitos del rey Arturo y de Sir Mordred salieron a la carga.
La contienda se desarrolló a lo largo de una jornada entera de lucha, tras la cual, el mermado y muy inferior en número ejército de Arturo derrotó a las sanguinarias hordas de sajones de Mordred. Ambos líderes cayeron al final del día, pero Arturo, según cuenta la leyenda, fue trasladado aún vivo a Ávalon, donde probablemente aún aguarda el momento de regresar al mundo de los vivos para presentar batalla por, quizá, última vez. 
La referencia más antigua que se encuentra sobre esta batalla, aparece en los Annales Cambriae, donde se relata que tal disputa ocurrió en el año 537:

Gueith camlann in qua Arthur et Medraut corruerunt
La disputa de Camlann donde Arturo y Medraut perecieron

En Historia Regum Britanniae, el historiador galés Godofredo de Monmouth da también cuenta de la batalla. Esta batalla muy probablemente tuvo lugar, aunque no se sabe quiénes fueron los protagonistas reales. El lugar exacto de la batalla también es desconocido, aunque hay varios supuestos. Uno de los sitios es Queen Camel, en Somerset, cerca de Cadbury (identificado también con el mítico Camelot). El río que fluye en las colinas cercanas es el río Cam. Otros sitios más al norte son Birdoswald o Castlesteads, cerca de la Muralla de Adriano (uno de los cuales lleva el nombre latino de Camboglanna). Las otras localidades señaladas son el río Camel en la frontera de Cornualles, y el río Camlann en Eifionydd, Gales.

## Para más información
- Hunt, A. (2005). From Glein to Camlann: The life and death of King Arthur. Vortigern Studies.

- Datos: Q862619
- Multimedia: Battle of Camlann / Q862619